# Johann Nikolaus Forkel
Johann Nikolaus Forkel (Meeder, 22 de Fevereiro de 1749 – Göttingen, 20 de Março de 1818) foi um musicista, musicólogo e teórico alemão.

## Biografia
Nasceu em Meeder em Coburg. Era filho de um sapateiro e desde cedo recebeu treinamento musical especialmente no manejo do teclado com Johann Heinrich Schulthesius, que era o Kantor local.  Em outros aspectos relacionados à sua educação musical foi um autodidata, especialmente com relação à teoria.  Adolescente, atuou como cantor e estudou leis durante dois anos na Universidade de Göttingen; permaneceu ligado à Universidade por mais de cinqüenta anos durante os quais ocupou diversos cargos, inclusive o de professor de teoria musical, organista, professor de teclado e, eventualmente, diretor do departamento de música da Universidade. Em 1787, recebeu da instituição, o título de doutor honoris causa em filosofia. 
Forkel é freqüentemente lembrado como o criador da musicologia histórica pois foi com ele que o estudo da história e teoria musicais se tornaram disciplinas acadêmicas com padrões rigorosos de erudição. 
Foi um entusiasta admirador de Johann Sebastian Bach, cuja música ele fez muito para popularizar. Foi o primeiro a escrever uma biografia de Bach (em 1802), biografia que é particularmente valiosa hoje em dia pois ele podia contactar os filhos de Bach Carl Philipp Emanuel Bach e Wilhelm Friedemann Bach, obtendo assim, muita informação valiosa que de outro modo estaria perdida.
Sua biblioteca, que foi formada com cuidado e critério numa época em que livros raros eram relativamente baratos, constitui-se num valioso acervo da Biblioteca Real em Berlim e também da biblioteca do Königliche Institut für Kirchenmusik.
Ele faleceu em Göttingen.
Segue-se uma lista de suas obras mais importantes:
- Über die Theorie der Musik (Göttingen, 1777)
- Musikalisch kritische Bibliothek (Gotha, 1778)
- Allgemeine Geschichte der Musik (Leipzig, 1788).

O último livro citado é outra de suas contribuições principais. Ele também escreveu um Dicionário de Literatura Musical que está repleto de informação valiosa.
Suas composições, que são numerosas, são de pouco interesse atualmente, mas vale a pena citar que ele escreveu variações para o cravo, sobre o tema do hino nacional da Inglaterra God Save the King e que Abt Vogler escreveu uma crítica mordaz sobre elas, a qual foi publicada em Frankfurt em 1793, junto com um conjunto de variações conforme ele imaginou que deveriam ter sido escritas.